# Metadoxididae
A Metadoxididae a háromkaréjú ősrákok (Trilobita) osztályának a Redlichiida rendjébe, ezen belül a Redlichiina alrendjébe tartozó család.

## Rendszerezés
A családba az alábbi nemek tartoznak:
- Churkinia
- Conomicmacca
- Enantiaspis
- Fuminaspis
- Hongshiyanaspis
- Metadoxides
- Minusinella
- Onaraspis
- Pratungusella